# Džemaludin Mušović
Džemaludin Mušović (ur. 30 października 1944 w Sarajewie) – jugosłowiański piłkarz, obecnie bośniacki trener. Podczas kariery piłkarskiej grał na pozycji napastnika.

## Kariera piłkarska
Karierę piłkarską Mušović rozpoczynał w drużynie FK Sarajevo. W sezonie 1966/1967 wywalczył z nią wicemistrzostwo jugosłowiańskiej prvej ligi. W lipcu 1966 roku przeszedł do Hajduka Split. Tutaj, w 1967 roku zdobył Puchar Jugosławii. Przed sezonem 1970/1971 powrócił do Sarajewa. W lipcu 1972 przeniósł się do belgijskiego Standardu Liège. Już w pierwszym sezonie zdobył z drużyną mistrzostwo Belgii oraz Puchar Belgii. W sezonie 1974/1975 grał w UR Namur. W 1975 roku odszedł do francuskiego LB Châteauroux, zaś sezon później grał w Valenciennes FC, gdzie zakończył karierę.
Džemaludin Mušović jest również 10-krotnym reprezentantem Jugosławii. W drużynie narodowej strzelił 2 bramki. Grał w niej w latach 1965–1968.

## Kariera trenerska
Kilka lat po zakończeniu kariery Mušović został trenerem piłkarskim. Jego pierwszym klubem, który szkolił był Čelik Zenica. W 1988 roku odszedł do FK Sarajevo. Po 2 latach wyjechał do Kataru, gdzie zajął się trenowaniem klubu Qatar SC. Przebywał tu jednak tylko przez sezon. Kolejnym klubem pod jego wodzą był Al-Sadd. Tak jak poprzednio, odszedł z niego po sezonie. W 1995 roku podjął pracę w drużynie Al-Arabi, z którym wywalczył mistrzostwo Kataru. Po sezonie trafił do algierskiego zespołu Al-Jazira ze Zjednoczonych Emiratów Arabskich. 2 lata później został selekcjonerem Bośni i Hercegowiny. W 1999 roku zakończył jednak pracę w tym kraju. Do Kataru powrócił w 2004 roku, jako trener reprezentacji narodowej. Po 4 latach podjął pracę w Al-Sadd.